# HMS Eagle (1918)
«Ігл» (1918) (англ. HMS Eagle (1918) — військовий корабель, авіаносець, переобладнаний лінкор типу «Альміранте Латорре» Королівського військово-морського флоту Великої Британії.

## Історія створення
«Ігл» будувався на замовлення чилійського уряду, як дредноут типу «Альміранте Латорре» під попередньою назвою «Альміранте Кохрейн» у відповідь на плани розширення бразильського і аргентинського флотів. Закладка корабля відбулася на верфях американської кампанії Armstrong Whitworth. У зв'язку з труднощами, пов'язаними з темпами будівництва новітніх кораблів під час Першої світової війни, в 1918 році Велика Британія придбала цей корабель і переобладнала його до закінчення війни в авіаносець. Остаточно роботи були завершені лише в 1924 році. Спочатку авіаносець був приписаний до Середземноморського флоту метрополії, згодом переведений до Китаю.

## Історія служби
Перші 9 місяців Другої світової війни авіаносець провів в Індійському океані в пошуках німецьких рейдерів. У травні 1940 передислокований на Середземне море, де діяв як ескорт для конвоїв на Мальту та Грецію, а також боротьби з італійськими конвоями в Середземномор'ї.
11 серпня 1942 року під час операції «П'єдестал» торпедований німецьким підводним човном U-73. «Ігл» затонув після влучення чотирьох торпед в 65 милях на південь від острова Мальорка в точці з координатами 38°3′0″ пн. ш. 3°1′12.00″ сх. д. / 38.05000° пн. ш. 3.0200000° сх. д.. Загинуло 2 офіцери і 261 матрос. Позбавлений повітряного прикриття конвой був розгромлений, крім авіаносця були потоплені ще 9 торгових суден, 2 легких крейсери і есмінець, вціліло лише 5 транспортів.